# Jean Bart (nave da battaglia 1911)
La Jean Bart era la seconda nave delle navi da battaglia di classe Courbet, la prima dreadnoughts costruita per la Marine nationale francese. Fu completata prima della prima guerra mondiale come parte del programma di costruzione navale del 1910. Trascorse la guerra nel mediterraneo e contribuì ad affondare l'incrociatore protetto austro-ungarico SMS Zenta il 16 agosto 1914. Trascorse la maggior parte del resto del 1914 fornendo sostegno all'esercito montenegrino, fino a quando fu silurata dal sommergibile U-12 il 21 dicembre. Pur con tre compartimenti allagati, fu in grado di raggiungere Malta autonomamente, dove le riparazioni richiesero tre mesi e mezzo. Al suo ritorno, trascorse il resto della guerra partecipando al blocco del Canale d'Otranto, nell'Adriatico.
Dopo la fine della prima guerra mondiale, la Jean Bart insieme alla nave sorella France furono inviate nel Mar Nero per supportare le truppe alleate nell'intervento alleato nella rivoluzione russa. L'equipaggio della Jean Bart si ammutinò per simpatia per i Bolscevichi, ma l'ammutinamento rientrò e la nave tornò nel Mediterraneo nel 1920. Fu parzialmente modernizzata per due volte nel corso degli anni venti, ma fu ritenuta eccessivamente in cattive condizioni per essere riparata di nuovo negli anni trenta. Pertanto, fu rinominata Océan e disarmata nel 1936, venne quindi utilizzata per gli addestramenti nel porto di Tolone. I tedeschi la catturarono intatta quando occuparono Tolone nel 1942 e la usarono per testare grandi proiettili a carica cava. Fu affondata dai bombardamenti alleati nel 1944, ma fu recuperata e demolita definitivamente nel 1945.

## Descrizione
La Jean Bart misurava 166 metri di lunghezza complessiva. Aveva una larghezza di 27 metri e a pieno carico un pescaggio di 9.04 metri a prua. Aveva un dislocamento di 23.475 tonnellate a carico standard e 25.579 tonnellate a pieno carico.

## Servizio
La Jean Bart fu costruita dall'Arsenal de Brest a Brest. Fu completata il 19 novembre 1913 e finì le esercitazioni prima dello scoppio della prima guerra mondiale. La Jean Bart scortò la France, che trasportava il presidente della repubblica francese Raymond Poincaré, nella sua visita di stato a San Pietroburgo, Russia, nel giugno 1914. Le due navi tornarono dalla Russia a guerra già iniziata, ma riuscirono a tornare in Francia senza incontrare navi tedesche.
Poco dopo l'inizio della guerra, il comandante delle forze navali alleate nel Mediterraneo decise di penetrare nell'Adriatico, per cogliere di sorpresa le navi austriache impegnate ad applicare il blocco al Montenegro. Le forze anglo-francesi, che includevano la Jean Bart, riuscirono a tagliare fuori e ad affondare l'incrociatore protetto Zenta nella battaglia di Antivari il 16 agosto 1914. La Jean Bart trascorse la maggior parte del resto del 1914 fornendo supporto bellico all'esercito montenegrino, fino a quando fu silurata dal sottomarino austro-ungarico U-12 al comando del Linenschiffleutnant Egon Lerch, al largo dell'isola di Saseno, il 21 dicembre 1914. Il siluro colpì la cantina dei vini, appena prima del vicino magazzino. La Jean Bart fu comunque in grado di raggiungere da sola Malta dove fu riparata, lavori che richiesero tre mesi e mezzo di tempo. Trascorse il resto della guerra partecipando al blocco del Canale d'Otranto, nell'Adriatico.
Nell'aprile 1919, mentre la Jean Bart stava contribuendo alla difesa di Sebastopoli contro l'avanzata bolscevica, l'equipaggio si ammutinò, insieme a quello della France, ma l'ammutinamento rientrò quando il vice-ammiraglio Jean Françoise-Charle Amet accettò di soddisfare la richiesta principale degli ammutinati di tornare a casa. Tre membri dell'equipaggio furono condannati a pene detentive, una volta tornati in Francia, sebbene le sentenze non vennero pienamente applicate, per via di un accordo stretto nel 1922 tra il primo ministro Raymond Poincaré e i partiti di sinistra francesi. La nave ritornò a Tolone nel 1920 e fu soggetta alla prima delle sue due ristrutturazioni, tra il 12 ottobre 1923 e il 29 gennaio 1925. La successiva ristrutturazione avvenne tra il 7 agosto 1929 e il 29 settembre 1931. Tuttavia, le cattive condizioni della nave furono in seguito considerate tali da non giustificare le spese per una terza ristrutturazione, perciò fu disarmata e divenne una nave da addestramento, nel porto di Tolone, nel 1936. Fu rinominata Océan, per poterne riutilizzare il nome per la nave da battaglia Jean Bart della classe Richelieu, successivamente costruita.
La nuova Océan fu catturata intatta dai tedeschi il 27 novembre 1942, il giorno dell'autoaffondamento della flotta francese a Tolone. I tedeschi usarono la nave per test bellici, con grandi testate a carica cava come quelli trasportati dai Mistel. Fu affondata ad opera dei bombardamenti aerei alleati nel 1944 e successivamente fu recuperata per la demolizione, iniziata il 14 dicembre 1945.